# اسنوکوالمی پس (واشینگتن)
اسنوکوالمی پس (به انگلیسی: Snoqualmie Pass) یک منطقهٔ مسکونی در ایالات متحده آمریکا است که در شهرستان کیتیتاس، واشینگتن واقع شده‌است. اسنوکوالمی پس ۷٫۴ کیلومتر مربع مساحت و ۳۱۱ نفر جمعیت دارد و ۸۳۱ متر بالاتر از سطح دریا قرار دارد.